# Lappula spinocarpos
Lappula spinocarpos är en strävbladig växtart. Lappula spinocarpos ingår i släktet piggfrön, och familjen strävbladiga växter.

## Underarter
Arten delas in i följande underarter:
- L. s. ceratophora
- L. s. spinocarpos

## Bildgalleri

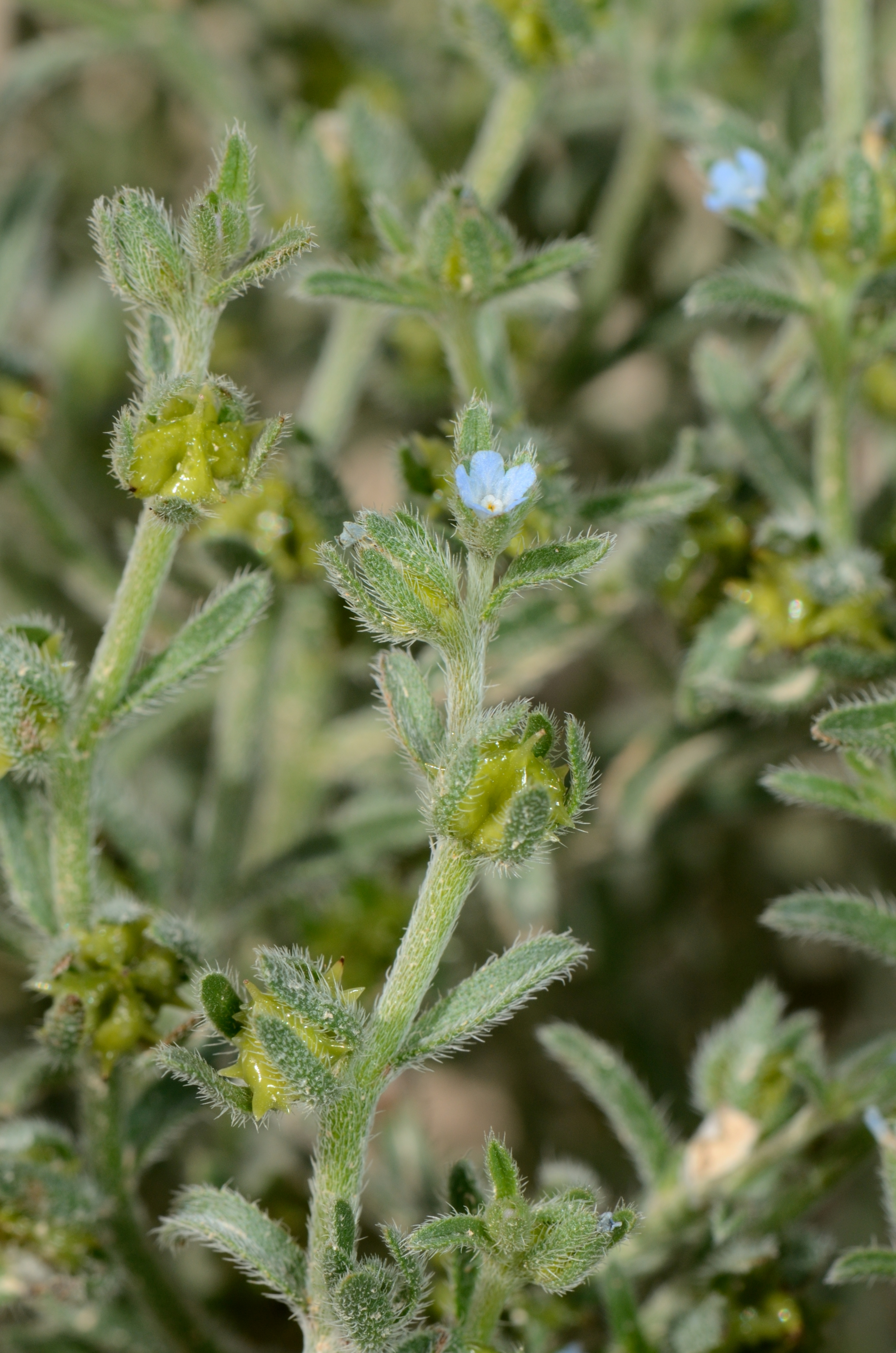